# 메카드볼의 등장인물 목록
애니메이션 시리즈 《메카드볼》의 등장인물 목록이다.

## 주연
- 차영웅 (성우: 소연) (《터닝메카드》/《터닝메카드 R》/《요괴메카드》/《빠샤메카드》의 나찬 포지션)
- 세라 (성우: 김연우) (《터닝메카드》/《터닝메카드 R》/《요괴메카드》/《빠샤메카드》의 이소벨 포지션)
- 키라얀 (성우: 심규혁) (《터닝메카드》/《터닝메카드 R》/《요괴메카드》의 리안&반다인 포지션)
- 마보리단 (성우: 홍비 - 차영희, 백산 - 박민기) (《터닝메카드》/《터닝메카드 R》/《요괴메카드》/《빠샤메카드》의 도깨비단 포지션)
- 빈 라인하트 (성우: 김율) (《터닝메카드》의 데미안 포지션)
- 미주리 (성우: 이아름) (《터닝메카드》의 카밀라 포지션)
- 이오 (성우: 송하림) (《터닝메카드》의 류&나로 포지션)

## 조연
- 초리 (차영웅의 어머니) (성우: 전해리)
- 차준 (차영웅의 아버지) (성우: 심규혁)
- 정유리 (성우: 이아름) (《터닝메카드》/《터닝메카드 R》/《요괴메카드》의 공주희 포지션)
- 한아인 (성우: 문남숙) (《터닝메카드》/《터닝메카드 R》/《요괴메카드》의 천재형 포지션)
- 호호 할머니 (성우: 전숙경) (《터닝메카드》의 에디 오스틴 포지션)
- 애걸 (성우: 박민기)
- 복걸 (성우: 박민기)
- 담임 선생님 (성우: 김장)
- 한진희 (한아인의 아버지) (성우: 김장) (《터닝메카드》의 미스터 K 포지션)
- 용왕 (차영웅의 외할아버지) (성우: 김장) (《터닝메카드》의 프랭클린 박사 포지션)
- 마녀 (성우: 전숙경)
- 용궁 근위병
- 암레트 (키라얀의 아버지) (성우: 홍진욱)
- 크라켄 (성우: 정재헌)
- 총리 (성우: 김장)
- 안젤라 (성우: 김율) (《터닝메카드》의 데이지 포지션)
- 블루 하이랜드 수비대 대장 (성우: 정재헌) (《터닝메카드》의 레온 포지션)
- 블루 하이랜드 의장 (성우: 임채헌)

## 악당
- 블랙코마(최종보스) (성우: 정재헌) (《터닝메카드》의 블랙미러&닥터 X 포지션)
- OMS 조직원들 (성우: OMS 1 - 심규혁, OMS 2 - 김연우, OMS 3 - 석승훈)
- 소피아 (성우: 소연) (《터닝메카드》의 젤로시아&마리 포지션) = 첫 번째 인어